# دورين تراسي
دورين تراسي (بالإنجليزية: Doreen Tracey)‏ هي مغنية وممثلة أمريكية، ولدت في 13 أبريل 1943 بلندن في المملكة المتحدة، وتوفيت في 10 يناير 2018 بثاوزند أوكس في الولايات المتحدة بسبب ذات الرئة.

## وصلات خارجية
- دورين تراسي على موقع IMDb (الإنجليزية)
- دورين تراسي على موقع إن إن دي بي (الإنجليزية)